# Castellina Marittima
Castellina Marittima – miejscowość i gmina we Włoszech, w regionie Toskania, w prowincji Piza.
Według danych na rok 2004 gminę zamieszkiwało 1816 osób, 40,4 os./km².